# Secretaria de Governo do Brasil
| Secretaria de Governo do Brasil                                                                       |                               |
| Praça dos Três Poderes, Palácio do Planalto, 4º andar - Brasília www.gov.br/secretariadegoverno/pt-br |                               |
| Criação                                                                                               | 2 de outubro de 2015 (9 anos) |
| Atual ministro-chefe                                                                                  | Célio Faria Júnior            |

Secretaria de Governo do Brasil (Segov) foi uma secretaria com status de ministério ligada à presidência da República. Foi criada em 2 de outubro de 2015, pela presidente Dilma Rousseff, resultado da fusão da Secretaria-Geral da Presidência, Secretaria de Relações Institucionais, Secretaria da Micro e Pequena Empresa e do Gabinete de Segurança Institucional. Durante o Governo Temer, a Secretaria-Geral da Presidência e o Gabinete de Segurança Institucional foram recriados. Com isto, a Secretaria de Governo ficou apenas com as atribuições de Relações Institucionais, ligadas à articulação política.
A Segov foi extinta em 2023 com a recriação da Secretaria de Relações Institucionais.

## Lista de ministros-chefe
|         |         |                                | Início                 | Fim                    | Presidente     |
| ------- | ------- | ------------------------------ | ---------------------- | ---------------------- | -------------- |
| 1       |         | Ricardo Berzoini               | 2 de outubro de 2015   | 12 de maio de 2016     | Dilma Rousseff |
| 2       |         | Geddel Vieira Lima             | 12 de maio de 2016     | 25 de novembro de 2016 | Michel Temer   |
| 3       |         | Antônio Imbassahy              | 3 de fevereiro de 2017 | 8 de dezembro de 2017  | Michel Temer   |
| 4       |         | Carlos Marun                   | 15 de dezembro de 2017 | 1 de janeiro de 2019   | Michel Temer   |
| 5       |         | Carlos Alberto dos Santos Cruz | 1 de janeiro de 2019   | 13 de junho de 2019    | Jair Bolsonaro |
| 6       |         | Luiz Eduardo Ramos             | 13 de junho de 2019    | 29 de março de 2021    | Jair Bolsonaro |
| 7       |         | Flávia Arruda                  | 29 de março de 2021    | 05 de abril de 2022    | Jair Bolsonaro |
| 8       |         | Célio Faria Júnior             | 5 de abril de 2022     | 1 de janeiro de 2023   | Jair Bolsonaro |
| Extinta | Extinta | Extinta                        | 1 de janeiro de 2023   | 1 de janeiro de 2023   | Jair Bolsonaro |

## Estrutura
Terá como provável estrutura básica:
- Órgãos de assistência direta ao ministro de Estado
  - Gabinete
  - Assessoria Especial
  - Secretaria-Executiva
- Órgãos específicos singulares
  - Secretaria Especial de  Articulação Social
  - Secretaria Especial de Relações Institucionais
  - Secretaria Especial de Assuntos Federativos
  - Secretaria Especial de Assuntos Parlamentares

A Agência Brasileira de Inteligência e a Casa Militar foram parte do órgão entre 2015 e 2016.